# Дарабани (Констанца)
Дарабани (рум. Darabani) насеље је у Румунији у округу Констанца у општини Негру Вода. Oпштина се налази на надморској висини од 81 m.

## Становништво
Према подацима из 2002. године у насељу је живело 772 становника, од којих су сви румунске националности.